# Skanderbegův památník (Skopje)

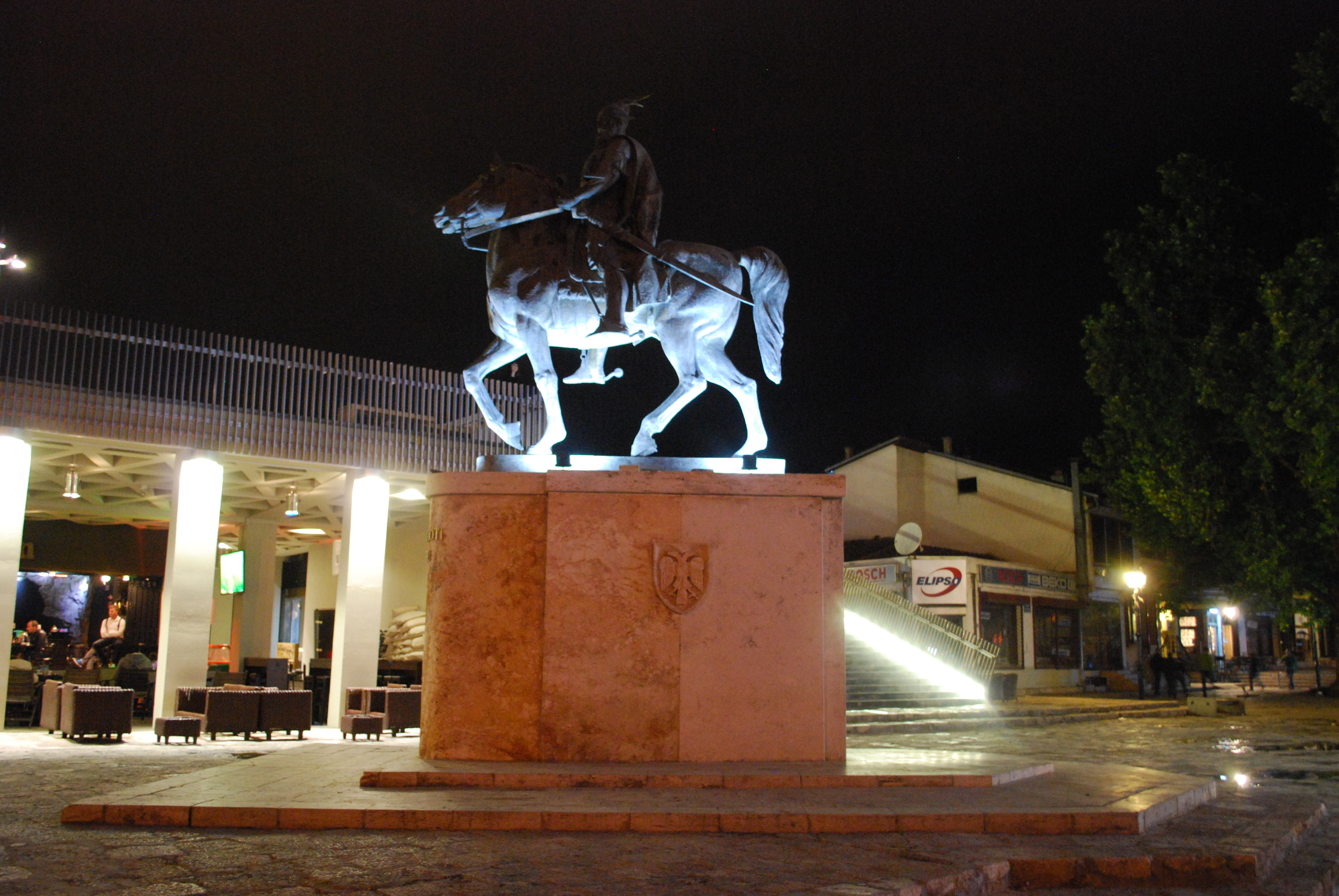
Pohled na památník v noci

Skanderbegův památník (makedonsky Споменик на Скендербег) se nachází v centru Skopje a je věnován středověkému albánskému hrdinovi, Skanderbegovi. Památník je vysoký 5,5 metrů a váží 2,7 tun. Autorem je albánský sochař Kreshnik Xhiku. Byl slavnostně odhalen 28. listopadu 2006 (na albánský den nezávislosti. Během odhalení se uskutečnila rovněž oslava, na které byli přítomni jak vysocí političtí představitelé Severní Makedonie, tak i ze zahraničí.
Těsně před památníkem se nad bulvárem Goce Delčev nachází rovněž blízko skopské Čaršije náměstí, které nese název po albánském národním hrdinovi. Otevřeno bylo v rámci projektu Skopje 2014 dne 17. ledna 2012.